# Antonio Cotán
Antonio Jesús Cotán Pérez (Olivares, 19 september 1995) is een Spaans voetballer die bij voorkeur als centrale middenvelder speelt. Hij stroomde in 2014 door vanuit de jeugd van Sevilla. In de zomer van 2019 ging Cotan transfervrij naar Roda JC Kerkrade.

## Clubcarrière
Cotán is afkomstig uit de jeugdopleiding van Sevilla. In 2012 werd bij het tweede elftal gehaald. Op 8 augustus 2013 maakte hij zijn opwachting voor Sevilla in de voorronde van de UEFA Europa League tegen Mladost Podgorica. Op 11 mei 2014 debuteerde de middenvelder in de Primera División tegen Getafe CF. Tijdens het seizoen 2014/15 kwam hij tweemaal in actie in de bekercompetitie. Op 1 mei 2016 kreeg Cotán in de competitiewedstrijd tegen RCD Espanyol nogmaals zijn kans in de basiself. Hij speelde de volledige wedstrijd.